# OF-40
El OF-40 es un carro de combate principal, que se desarrolló  por un conjunto de partes provenientes de los acuerdos suscritos entre las empresas OTO Melara, FIAT, e IVECO principalmente destinado a los mercados de exportación. La firma OTO Melara sería la encargada de desarrollar y producir los cascos, y los componentes de automoción estarían a cargo de la firma de vehículos pesados de FIAT, Iveco, siendo esta última la que llevaría a cabo el trabajo de diseño inicial, el cual fue iniciado por OTO Melara en 1977, con los primeros prototipos listos para pruebas en los inicios de la década de 1980.

## Historia
Diseñado en base al modelo de tanque alemán Leopard 1, del cual Italia ya tenía la licencia de producción bajo acuerdos hechos entre gobiernos, se trataba de un desarrollo local de dicho tanque, pero enteramente fabricado en plantas italianas, sin componentes que provengan de proveedores extranjeros, y con el propósito de ser exportado a naciones que no pudiesen costear un tanque de similares características. Entró en servicio en 1981 con las fuerzas militares de los Emiratos Árabes Unidos, quien a la fecha es su único usuario (como tanque), así como de Libia y Nigeria (quienes lo usan en el sistema de artillería "Palmaria").

## Caracetrísticas

### Sistemas electrónicos
El sistema de control de fuego del artillero consiste en un sistema de visión nocturna pasivo de la "Officine Galileo" de la referencia "OG14", que cuenta con un aumento de 8x y escala de distancias para las municiones del calibre 105 mm y para el uso de los proyectiles APDS, HEAT y HESH y la munición de la ametralladora 7,62; el sistema de miras es de la firma Alenia de la referencia VAQ-33 y consta de un telémetro láser con un alcance de entre 400 y 9.995 metros; siendo de retroalimentación láser. Los equipos del sistema de control de incendios, control de la computadora, dispositivo de control y lectura para el comandante, artillero y controles de sensor de elevación son también de la firma Alenia.
El puesto para el comandante lleva en el techo un sistema de miras "VS 580-B", el cual puede se puede montar en un afuste especial, y cuenta con un traverso de 360° y de recorrido completo, teniendo una magnificación de 8x, y una capacidad de telemetría estadiamétrica y unas escalas de distancias diferenciadas de distancias para las municiones del calibre 105 mm de los tipos APDS, HEAT y HESH.

### Torreta
La torreta tiene un desplazamiento y elevación que se accionan mediante mecanismos electrohidráulicos, en la torreta el traverso (a una velocidad constante) es de 360°, y se realiza en 17 segundos y la elevación del cañón tiene un ángulo de depresión/elevación de entre -9 a 20° a 7 metros/segundo. El sistema de accionamiento del conjunto torreta/cañón es controlado desde las asas de control, localizadas en los mangos del manubrio del artillero, siendo un sistema de anulación el que permite al comandante tomar el mando de la carga de munición y el disparo del armamento principal si en un caso determinado el artillero no puede asumir dichos mandos, siendo accionados únicamente para su uso en situaciones de emergencia.

### Motorización
El sistema del bloque motor, donde se encuentra el conjunto impulsor del bloque motor, la transmisión y el sistema de refrigeración se ensamblan para hacer un paquete de motorización, que se puede cambiar por cuatro personas con una grúa en menos de 45 minutos. Los cables y los remolques; así como los amarres están provistos de acoplamientos de desconexión rápida y, si se requiere, la unidad de alimentación se puede separar desde el exterior del vehículo para sus pruebas de arranque y funcionamiento.
El motor es un MTU de 10 cilindros en V, de cuatro tiempos, en donde la precámara de combustión, el sistema de sobrealimentación combinado a un sistema de accionamiento de tipo multi-carburante (aunque en su uso cotidiano se le suministra combustible diésel), le permite desarrollar 830 caballos de vapor (819 HP) a 2.200 rpm y está equipado con un kit de tropicalización para controlar el suministro de combustible y evitar que el motor se recaliente en ambientes desérticos. Dos tanques de combustible, con una capacidad total de 1000 litros, se montan cada lado del compartimiento del motor, y el combustible puede ser extraído de uno de sus dos tanques.
El aire de combustión es tomado por dos turbocargadores, alojados a través de los dos filtros de aire. Los radiadores para el suministro de aire fresco se sitúan en el rebaje lateral al frente del compartimiento del motor, y el aire para ésots entra a través de la ingesta mediante dos bocatomas situadas en la cubierta del casco. Unas pantallas montadas delante evitan que de las orugas lleguen partículas grandes, tales como hojas, que obstaculicen la entrada de aire fresco al vehículo. Una batería de turbo ciclón filtra y limpia el aire de las partículas y el polvo grueso y de gran espesor constante filtros micro-top retener el polvo fino. El polvo grueso expulsado por los filtros de turbulencia está continuamente fuera de soplado por un soplador de polvo instalado en cada filtro de aire. Los gases de escape se toman de cada camisa de cilindro por flexibles compensadores de tubo corrugado a través de un colector de escape en el silenciador de escape en los rebajes laterales del compartimento del motor.
El motor del OF-40 es refrigerado por líquido, y a través de un sistema de enfriamiento autónomo con un sistema de regulación para su presión interna, el cual es controlado por una válvula de alivio de presión y presúrizado para regular hasta presiones de tipo negativo. A cada lado de la transmisión existe una bocatoma para refrigerar sus piñones, las que cuentan con un control de ventilación con un eje vertical entre ellos para aspirar el aire caliente y llevarlo al sistema de refrigeración, donde se enfría lo necesario, y que va desde la parte superior a estos mecanismos a través de una rejilla de entrada de aire, el cual llega forzado a través de los dos refrigeradores de auxilio dispuestos para este fin.
Cuando debe vadear cauces profundos, este conducto se llena de agua y el ventilador y enfriadores están por lo tanto completamente inundados, quedando de manera temporal inactivos. La fuerza del motor es transmitida a un convertidor de torque, enseguida de la caja de marchas, de engranajes planetarios y de cuatro velocidades, que cuenta con dos velocidades de retroceso.
Las velocidades individuales se desplazan electrohidráulicamente, mediante una palanca de cambio, al que se sitúa junto al conductor. Dispone de un disco de embrague de sistema independiente, alojado entre el motor y la transmisión, de la firma ZF, el cual puede ser accionado manualmente y desde el compartimiento de la tripulación. Esto le proporciona un arranque fácil a bajas temperaturas, sin que el motor de arranque se tenga que poner en marcha, haciendo un uso más racional del motor y haciendo que la transmisión no sea forzada, aunque en la variante Mk.2 se cuenta con una unidad auxiliar de poder que le da encendido al motor en caso de que el arranque falle.

## Variantes
- OF-40 Mk.1 - Versión de pruebas, 4 prototipos de pruebas construidos, más 36 vehículos de producción, todos estos actualizados al estándar Mk.2.
- OF-40 Mk.2 - La versión Mk.2 del OF-40 introduce un sistema de control de incendios y de tiro mejorado, que garantiza un mejor índice de estabilización para el cañón y dispone de sensores de tiro e incendio adicionales. La versión Mk.2 cuenta con sistemas de visión diurna/nocturna mejorados en un nuevo periscopio para el comandante, un sistema de mirillas con mayor aumento para el artillero, y una torreta montada y dotada con un sistema de cámaras LLLTV. Todos los OF-40 de los Emiratos Árabes han sido actualizados al estándar Mk.2.
- OF-40 Mk2A-Esta versión del OF40 tiene un cañón de 120mm NATO/Rheinmetall que podía usar munición de sus contemporarios con cañón de 120mm como el Leopard 2, Abrams M1A1/M1A2, Leclerc. Esta versión se hizo solo para el mercado de la UAE aunque ya era muy tarde debido a que compraron los Leclerc a Francia, el primer prototipo salió alrededor de 1993.
- OF-40 ARV - Un vehículo de recuperación blindado, hecho sobre la base de la plataforma mecánica y el casco del OF-40.

- OF-40 SPAAG - Aunque nunca entró en producción, se hicieron varios desarrollos en su base para un sistema de artillería antiaérea autopropulsada, que en apariencia es bastante similar al Gepard alemán, el cual dentro de los propuestos resultó elegido por aquellos usuarios que requirieron dicho vehículo.

### Desarrollos relacionados
- Palmaria - El casco del OF-40 fue luego usado como chasis de base para el sistema de artillería autopropulsada Palmaria. El Palmaria no fue tan exitoso como su similar, el OF-40, siendo tan solo pedidas unas 210 unidades ordenadas por Libia y con 50 por Nigeria. Argentina compró las torretas Palmaria, pero usó sus propios chasis del programa abandonado del TAM (tanque argentino mediano).

- OTOMATIC - Tanto el chasis del Leopard 1 como el del OF-40 serían usados para el desarrollo del prototipo del sistema antiaéreo artillado automatizado OTOMATIC.

## Usuarios
- Emiratos Árabes Unidos - Entre 50 y 150 blindados, en sus diferentes variantes.[3]

### Vehículos similares
- - Leopard 1
- - TAM
- - M60 Patton
- - AMX-30
- - Tipo 61
 - Tipo 74
- - Challenger 1
 - FV 4201 Chieftain
- - T-72

### Listas relacionadas
- Anexo:Tanques de combate principal por generación